# روب وتن
روب وتن (بالإنجليزية: Rob Wooten)‏ هو لاعب كرة قاعدة أمريكي، ولد في 21 يوليو 1985 في غولدزبورو في الولايات المتحدة.

## وصلات خارجية
- روب وتن على موقع دوري كرة القاعدة الرئيسي (الإنجليزية)
- روب وتن على موقعبيزبول رفرنس.كوم (الدوري الرئيسي) (الإنجليزية)
- روب وتن على موقعبيزبول رفرنس.كوم (الدوري الثانوي) (الإنجليزية)
- روب وتن على موقع إي إس بي إن.كوم (أم.أل.بي) (الإنجليزية)
- روب وتن على موقع مشجعي الرسوم البيانية (الإنجليزية)